# トップ・シークレット 味付のりの億万長者
トップ・シークレット 味付のりの億万長者(英題: The Billionaire 泰題: Top Secret วัยรุ่นพันล้าน、発音 [wāj rûn pʰān láːn] ) は、ナダオ・バンコクがプロデュースし、 GTHが公開したタイの伝記映画。ソンヨット・スックマークアナン監督。主な出演者はパチャラ・ジラーティワット、ソムブーン・ニヨムシリ(別名Piak Poster)、ワランラック・クムスワン。タイに実在する人物であるItthipat Kulapongvanichが、19歳のときに大学を中退して味付海苔のビジネスを始めて、現在Taokaenoi Food & Marketingの代表として、タイで最も若い億万長者の1人になった経緯を語る映画である。この映画は 2011 年 10 月 20 日にタイで公開され、38,796,264 バーツを売り上げた。  

## あらすじ
2004年、とある銀行に、若い少年が1000万バーツの融資を頼みにやってくる。応対した銀行員は、融資の判断にと、なぜその金が必要になったのかを言うよう迫り、その少年、トップは自分の過去を話し出す。
2002年、高校生であるトップは、オンラインゲームでのRMTで大儲けする。自分の車をキャッシュで買い、校長専用の駐車場に車を止めて通学するトップは学校に叱責されるが、学校への賄賂でそれを逃れようとする有様だった。女生徒のリンはそれをたしなめるが、トップは逆に彼女を中華街へのデートに誘っていた。しかし、オンラインゲームに熱中するあまり、成績は最悪だった。
2003年、国立大学に合格できなかったトップは、無試験で入れる公共の大学に入れという父の話も聞かず、私立大学に入るべきという母の話も話半分で、PlayStation 2に夢中だった。値引き交渉の最中に中国製のDVDプレイヤーが安く手に入ることに気がついたトップは、私大の学費のためにDVDプレイヤーを安価にまとめ買いし、転売することを思いついて実行する。しかし、手に入れたプレイヤーは粗悪品で、プレイヤーは1台も売れずに終わる。父はビジネスはオンラインゲームほど楽しくはない、と言って学費を補填しようとするが、父親に反発していたトップはそれを断り、しかし父のお守りをこっそり10万バーツで売り払って大学に進学する。
せっかく進学したのにトップが考えるのは売ったお守りのことだった。トップは授業は友達に録音してもらってサボり、国立大学で演劇をしているリンのところに遊びに行くが相手にされない。帰り道、見本市に試食品を求めて立ち寄ったトップは、そこで日本製の甘栗焼き機を見つけ、それをレンタルで手に入れ、中華街で甘栗の焼き方を調査し、「タオ・ケー・ノイの甘栗」として、叔父トゥアンを店員に使って売り出す。しかし、甘栗は全く売れない。リンとのウィークエンドマーケットでの買い物デートの最中も、トップはシャツ売りの口上が気になってしまう。リンが行ったトイレの前でのボランティアの寄付活動がうまくいっていることを見つけたトップは、商売には立地条件が重要であることに気がつき、モールに交渉して借りる場所を変更してもらう。その効果は翌日、トップの学校での試験中にかかってきた電話での叔父の嬉しい悲鳴で現れ、トップは必修の試験を放り出して甘栗売りを手伝う。トップは、支店を増やせば儲けが倍々に増えると考え、甘栗売りをフランチャイズ化する。
ところが、甘栗焼き機の煙がモールを汚すトラブルになったことで、事態は一変する。修復のためのペンキ塗りを警備に止められ、それを賄賂で解決しようとしてたしなめられる。そのうえ、その頃父親の商売に多額の借金が生まれたことが判明する。トップの両親はタイから引き払い、トップの兄や姉が働いている中国に引っ越すことを考え、トップも同行するよう迫る。トップは親には学校に通い続ける、と言ってタイに残ることにし、甘栗ビジネスを続けることにする。しかし、甘栗焼き機のトラブルは解決不可能になっていた。塗り直したペンキが他のブースに損害を与え、全支店の移動を通告される。銀行の抵当で差し押さえられていた家に住み続けていたトップのところにリンがやってきて、大学への復学を懇願する。ここに至って、トップは甘栗ビジネスの継続を諦める。リンとの、懐かしい中華街へのデートの最中、リンは家族旅行のお土産に買ってきた味付海苔をトップに勧める。その美味しさに感動したトップは、味付海苔を作って売ることを思いつく。
海苔の保存方法については、カセサート大学の教授から窒素充填を聞き出すことで解決したが、肝心なのは味付、特に海苔の揚げ方だった。甘栗焼き機を処分した金で、トップは海苔を買い込み、叔父に海苔を揚げてもらう。しかし、海苔が揚がりすぎて焦げて苦くなることはどうしても解決できず、10万バーツ分の海苔を無駄にしてしまう。これ以上の無駄遣いに尻込みする叔父をなだめ、復学のための入試も忘れ、持っていたPCを全て売却してさらに数万バーツを捻出して海苔を買い込み、海苔の揚げ方をテストしていた最中に、叔父が倒れて入院してしまう。トップは1人で海苔を揚げ続けるが、新たに買い込んだ海苔も使い果たしてしまい、最後に残っていた海苔に手を付ける。その海苔は、叔父が倒れる直前に揚げようとして開封し、雨ざらしになっていた海苔だった。その海苔を焦げ付かずに揚げることができたことで、トップは海苔を濡らしてから揚げればいいことに気が付き、味付海苔作りに成功する。
甘栗の代わりに売り出した味付海苔は大好評で、今の商売でも1年に100万バーツは売れそうな見積もりであった。トップは両親と電話で話す。中国の大学に転校すべき、と言う両親に、トップは父親の借金がいくらなのかを聞き出す。その金額は4000万バーツ。今のトップには多大過ぎる金額だった。さらに、抵当に入っていた自宅が遂に売りに出されたことで、住む場所がなくなりそうになったトップは、中国に移住することを決意する。家財道具処分の最中に大学の授業テープを見つけたトップは、それを聞き返すが、携帯型カセットテーププレイヤーの電池が切れてしまう。セブンイレブンで電池を買うついでに一口チーズを買おうとしたトップは、セブンイレブンをハシゴすることで、セブンイレブンの店舗が沢山あること、そして聞いていた授業がセブンイレブンの役員が話していたものであることに気が付き、授業内容をネタにプレゼンすることで自分の海苔をセブンイレブンに置いてもらうことを思いつく。
セブンイレブンを運営するCPカンパニーの担当者、プーにアポイントを取ったものの、ビジネスのやり方を全く知らないトップは、約束の時間に会えないでしまう。なんとか会えたプーは、味付海苔のパッケージが大きすぎ、そしてそのせいで高すぎることを指摘し、さらにトップが授業内容を全く理解していないことも指摘する。こうして、最初の面会は全くの失敗に終わる。
トップを心配してリンが自宅に復学の懇願をしにやってくるが、トップはそれを振り払い、完全に別れる。デザイナーに海苔の新たなパッケージを依頼し、ブランド名の変更も考えるが、デザイナーは、「タオ・ケー・ノイ」という名前はブランド名としていい名前だとそのままにすることを勧める。最終的に完成した小さい大きさの味付海苔を抱えて、トップはCPカンパニーにアポなしでプーを訪ねる。朝から晩までプーを待ち続けてもプーに会えなかったトップは、プーの多忙が自分に会わない言い訳であると考え、プーに会わず、エレベーターボーイに味付海苔を箱ごと渡して帰る。その直後、予定の合間にトップに会おうとしたプーが社外での会議のために外出し、エレベーターボーイの持っていた最後の味付海苔を見つける。それ以外の海苔は社に帰ってきた社員が社内に持っていき、社内ではタオ・ケー・ノイの味付海苔は大評判になっていた。
改めてプーと面会したトップは、セブンイレブンへの納品の許可と、そのための条件を突きつけられる。最初の納品数は1ヶ月半後に72000袋。さらに、1ヶ月後に工場の衛生検査が行われ、それに合格することも必要だった。自宅での製造が無理だと考えたトップには、製造のための工場が必要であった。冒頭、トップが銀行員にしていた相談は、そのための借金だったのだ。
ここまでの話を聞いた銀行員は、トップの話に感心しつつも、彼が高卒であること、両親がいないこと、親の所有する2つの建物が競売予定であることを指摘し、その若さから、まず大学を出ないと金は貸せないと断る。トップは打ちひしがれ、両親から中国へのチケットを送ってもらい、自分の車を売り、その金で父のお守りを買い戻そうと、売った店に向かう。ところが、お守りは売りに出されておらず、店主の首にかかっていた。もともとそのお守りには数百万バーツの価値があり、トップはそれを知らずにお守りを叩き売ったのだった。文句を言うトップに、店主は拳銃を突きつけて追い払った。
中国に行こうにも行けなくなったトップは、銀行員の断り文句から、自分たちも忘れていた古く小さい長屋が一軒あったことを思い出す。全く売れていなかったその家を工場に改装して、トップは海苔の生産を始める。衛生検査が行われ、いくつか指摘がされる。叔父が賄賂を渡すことを提案するが、「もう父に怒られたくない」とトップは賄賂を渡さずに検査を終える。果たして検査は合格し、少々のトラブルがあったものの、トップは最初の納品を果たす。朝焼けの中、トップは両親に電話し、商売がうまくいったことで両親がタイに帰ってこれることを話す。
2年後、トップは両親の借金を完済し、元の家で一緒に暮らしていた。彼はその後も会社を成長させ、口頭での4億バーツ融資も簡単に通るようになっていた。タオ・ケー・ノイは2011年には従業員2500人、セブンイレブン6000店と世界27ヶ国に納品、韓国に海苔の養殖場を持ち、2010年の売上は150億バーツ、トップはタイで最も若いビリオネア(バーツ建て)の1人となっていた。